# Акт о Судском комитету 1915.
Акт о Судском комитету 1915. (енгл. Judicial Committee Act 1915) јесте закон који је усвојио Парламент Уједињеног Краљевства којим је уређена организација Судског комитета Државног савјета.
Законом је дозвољено да Судски комитет Државног савјета, уз одобрење лорда канцелара и лорда предсједника Савјета, може судити у више судских одјељења (енгл. division).